# Forêt de Paradou
La forêt de Paradou ou parc Olof Palme est une forêt située à Hydra dans la région de la Mitidja, dans la wilaya d'Alger, en Algérie. Cette forêt est gérée par la Conservation des forêts d'Alger (CFA) sous la tutelle de la Direction générale des forêts (DGF).

## Localisation
La forêt de Paradou est située à 18 kilomètres à l'est d'Alger, à 70 kilomètres à l'est de Tipaza et à 4 kilomètres de la Mer Méditerranée. Elle est localisée dans la commune de Hydra dans la Mitidja de la basse Kabylie.

## Présentation
La forêt de Paradou est régie par le décret no 84-45 du 18 février 1984, modifié et complété par le décret no 07-09 du 11 janvier 2007. Elle s'étend sur 14 hectares.

## Historique
La forêt a été inaugurée le 9 juin 2009 par Mohamed Kébir Addou, wali d'Alger. Cette forêt a été fermée temporairement en 2007 pour concrétiser un projet d'aménagement et de mise à niveau supervisé par la wilaya d'Alger. Les travaux ont duré trois ans. La réception de cette forêt récréative a été parachevée par la réalisation des voies de circulation, des trottoirs et des terrassements. La forêt a été dotée de bancs publics, vespasiennes, poubelles et réseau d'éclairage public. En plus des espaces verts, un restaurant, une cafétéria, un théâtre en plein air et un club vert y ont été construits.

## Olof Palme
La forêt a été baptisée Parc Olof Palme en 2009 pour commémorer cet ancien ami de l'Algérie. Le premier ministre de Suède  a été un défenseur des mouvements de libération dans le Tiers-Monde et a soutenu l’Indépendance de l'Algérie.

## Faune
La faune de la forêt est riche en diversité zoologique, ornithologique et entomologique. Ce parc Olof Palme abrite des cages pour des oiseaux (perroquet, perruche, perdrix...), ainsi que pour des macaques de Barbarie, des chèvres et des chevaux.

### Mammifères

#### Macaque de Barbarie

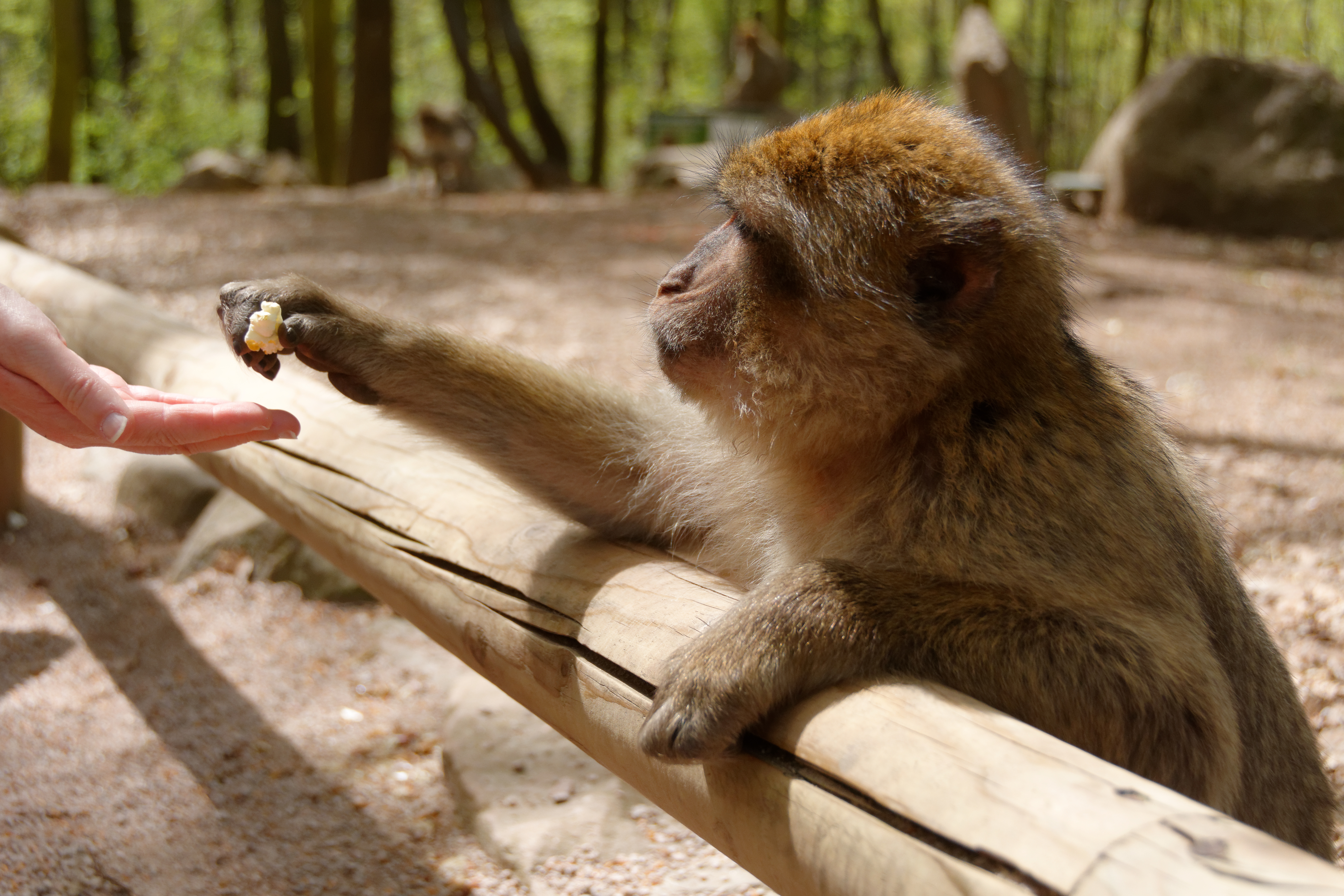
Macaque de Barbarie (Macaca sylvanus).

On rencontre le macaque de Barbarie (Macaca sylvanus), ou magot, dans cette forêt algéroise. Il est le seul macaque vivant en Algérie à l'état sauvage dans les forêts. Sa morphologie et son écologie témoignent d'une réelle adaptation aux conditions de vie dans l'Atlas tellien à l'est et au sud d'Alger.
Son pelage est de couleur ocre-fauve à presque noir, selon la saison et les individus. Le macaque berbère présente un certain nombre d'adaptations morphologiques au froid liées à l'environnement montagnard où il vit, tempéré l'été et rigoureux l'hiver.

#### Hérisson d'Algérie
On rencontre le hérisson d'Algérie (Atelerix algirus') dans cette forêt algéroise. C'est un hérisson à ventre blanc vivant dans les régions côtières d'Algérie. Il est de couleur pâle et pèse de 700 à 950 g. Ce hérisson est une espèce protégée sur tout le territoire algérien.

#### Lapin de garenne

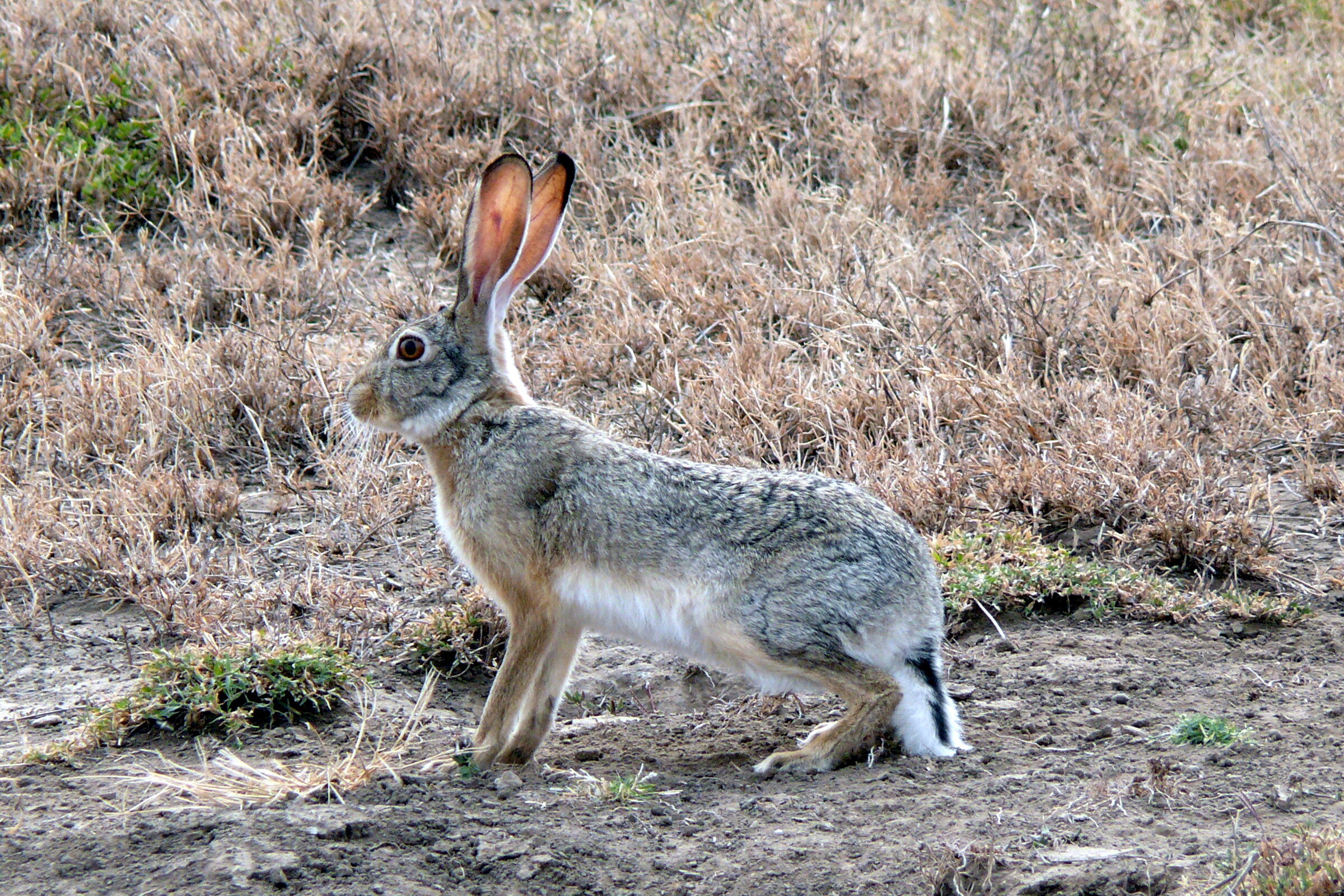
Lièvre du Cap

Le lapin de garenne (Oryctolagus cuniculus) est un mammifère lagomorphe dont les effectifs sauvages sont communs en Algérie mais en déclin.

#### Lièvre du cap
Le lièvre du Cap (Lepus capensis) est un rongeur.

#### Sanglier
Le sanglier (Sus scrofa) colonise quasiment tous les habitats au niveau de cette forêt. Lorsque le sol est humide, cet animal retourne la terre grâce à ces forts butoirs à la recherche d’invertébré et les racines des plantes. Sa longévité varie entre 8 et 10 ans.